# Orel Mangala
Orel Johnson Mangala (sinh ngày 18 tháng 3 năm 1998) là một cầu thủ bóng đá chuyên nghiệp người Bỉ thi đấu ở vị trí tiền vệ cho câu lạc bộ Everton tại Premier League theo dạng cho mượn từ câu lạc bộ Ligue 1 Olympique Lyonnais và đội tuyển quốc gia Bỉ.